# آن ساهنج هونغ
آن ساهنج هونغ (13 يناير 1918 - 25 فبراير 1985) كان زعيمًا دينيًا كوريًا جنوبيًا ومؤسس كنيسة الرب. في عام 1948، وبعد أن تلقى المعمودية على يد قس من الطائفة السبتية، بدأ يدعو إلى استعادة حقيقة العهد الجديد والإصلاح الديني الأخير. وفي عام 1964، أسس كنيسة الرب في بوسان. خلال حياته، كان لدى آن 13 كنيسة في كوريا. بعد وفاة آن ساهنج هونغ، أعلنته كنيسة الرب التابعة لجمعية البعثة العالمية بأنه القدوم الثاني للمسيح.